# Неотропічне флористичне царство
Неотропічне флористичне царство — одиниця флористичного районування в біогеографії і екології. Розташовано цілком в Новому Світі, займає  Південну і Центральну Америку. Флора його, проте, має загальне походження з палеотропічною, про що свідчить наявність багатьох спільних  видів, родів і  родин рослин. Наприклад, родина бромелієвих поширена широко і в Африці, і Південній Америці. Лише один вид цієї родини є  ендемічним для Гвінеї. Для обох царств характерні аннонові, лаврові, страстоцвіті, ризофорові, орхідні, миртові, пальми і багато інших. Всього 450 родів.
Неотропічна флора налічує приблизно 30 ендемічних родин, а також безліч ендемічних родів і видів, оскільки тривалий час розвивалася і відособлено. Ендемічні каннові, настурцієві, циклоцвіті, маркгравієві.
Рясно представлені орхідні (до орхідей відноситься ваніль). Велика різноманітність пальм.
Канни відомі тим, що давно пристосовані як декоративні. Це висока рослина з помаранчевими або червоними квітами. Родина каннових представлена одним родом.
У області Гвіанського нагір'я зосереджена найбільш давня і оригінальна флора. Багата флора Амазонської низовини.
Підрозділи Неотропічного царства:
- Карибська область
- Область Гвіанського нагір'я
- Амазонська область
- Бразильська область
- Андійська область